# جونغ جي يون
جونغ جي يون (بالكورية: 정지윤)‏ هي ممثلة كورية جنوبية. ولدت يوم 22 نوفمبر 1984 في سول في كوريا الجنوبية.

## روابط خارجية
- جونغ جي يون على موقع IMDb (الإنجليزية)